# Sankt Pölten
St. Pölten ( [zaŋkt ˈpœltn̩] ?) er hovedstad i den østrigske delstat Niederösterreich, hvilket den har været siden 1986.
Byens borgmester er Matthias Stadler (SPÖ).